# Homalotylus ephippium
Homalotylus ephippium är en stekelart som först beskrevs av Ruschka 1923.  Homalotylus ephippium ingår i släktet Homalotylus och familjen sköldlussteklar. Arten är reproducerande i Sverige. Inga underarter finns listade i Catalogue of Life.